# Маунт-Енджел (Орегон)
Маунт-Енджел (англ. Mt. Angel) — місто (англ. city) в США, в окрузі Меріон штату Орегон. Населення — 3392 особи (2020).

## Географія
Маунт-Енджел розташований за координатами 45°4′13″ пн. ш. 122°47′47″ зх. д. / 45.07028° пн. ш. 122.79639° зх. д. (45.070293, -122.796353).  За даними Бюро перепису населення США в 2010 році місто мало площу 2,95 км², уся площа — суходіл. В 2017 році площа становила 2,73 км², уся площа — суходіл.

## Демографія
Згідно з переписом 2010 року, у місті мешкало 3286 осіб у 1205 домогосподарствах у складі 707 родин. Густота населення становила 1114 особи/км².  Було 1282 помешкання (435/км²).
Расовий склад населення:
| - 82,6 % — білих - 1,0 % — корінних американців - 0,5 % — чорних або афроамериканців - 0,5 % — азіатів - 12,1 % — осіб інших рас |

До двох чи більше рас належало 3,3 %. Частка іспаномовних становила 26,1 % від усіх жителів.
За віковим діапазоном населення розподілялося таким чином: 27,0 % — особи молодші 18 років, 52,1 % — особи у віці 18—64 років, 20,9 % — особи у віці 65 років та старші. Медіана віку мешканця становила 37,1 року. На 100 осіб жіночої статі у місті припадало 93,5 чоловіків;  на 100 жінок у віці від 18 років та старших — 85,2 чоловіків також старших 18 років.
Середній дохід на одне домашнє господарство  становив 54 010 доларів США (медіана — 42 778), а середній дохід на одну сім'ю — 62 962 долари (медіана — 54 132). Медіана доходів становила 36 935 доларів для чоловіків та 40 327 доларів для жінок. За межею бідності перебувало 10,3 % осіб, у тому числі 3,8 % дітей у віці до 18 років та 17,3 % осіб у віці 65 років та старших.
Цивільне працевлаштоване населення становило 1310 осіб. Основні галузі зайнятості: освіта, охорона здоров'я та соціальна допомога — 25,7 %, сільське господарство, лісництво, риболовля — 11,8 %, будівництво — 11,3 %.